# King's Field (saga)
King's Field (キングスフィールド) és una saga de videojocs RPG desenvolupada per From Software i localitzada en el mercat anglès per ASCII Entertainment (que més tard es reformaria en Agetec). És coneguda pel seu ambient melancòlic i críptic, de masmorres laberíntics. Els títols d'aquesta saga han sigut llançats per PlayStation, PlayStation 2, PlayStation Portable, Microsoft Windows i diverses plataformes de telefonia mòbil.